# Station Rethen (Leine)
Station Rethen (Leine) (Bahnhof Rethen (Leine)) is een spoorwegstation in de Duitse plaats Rethen, in de deelstaat Nedersaksen. Het station ligt aan de spoorlijn Hannover - Kassel. Door het station lopen ook de sporen van de hogesnelheidslijn Hannover - Würzburg maar deze heeft geen halte hier.

## Indeling
Het station heeft twee zijperrons, die niet zijn overkapt maar voorzien van abri's. De perrons zijn te bereiken via een voetgangerstunnel die de straten Hildesheimer Straße en Koldinger Straße verbindt. Aan de oostkant van het station zijn er parkeerplaatsen en fietsenstallingen. Hier staat ook het voormalige stationsgebouw van Rethen, maar deze wordt als dusdanig niet meer gebruikt.
Het station heeft een halte langs de Stadtbahn van Hannover, in de straat Hildesheimer Straße. Bij deze halte is er ook een bushalte. Daarnaast is er nog een bushalte aan de westzijde van het station, in de straat Koldinger Straße.

## Verbindingen

### Treinverbinding
Het station is onderdeel van de S-Bahn van Hannover, die wordt geëxploiteerd door DB Regio Nord. De volgende treinserie doet het station Rethen (Leine) aan:
| Serie | Treinsoort             | Route | Bijzonderheden                                |
| ----- | ---------------------- | --- | --------------------------------------------- |
| S4    | S-Bahn (DB Regio Nord) | Bennemühlen – Hannover Hbf – Hannover Bismarckstraße – Hannover Messe/Laatzen – Rethen (Leine) – Hildesheim Hbf | Bennemühlen - Hannover Hbf 2x per uur (ma-za) |

### Stadtbahn-verbinding
Het station heeft ook een Stadtbahn-halte, de volgende lijn doet de halte "Rethen/Bahnhof" aan:
| Lijn | Route |
| ---- | --- |
| 1    | Langenhagen – Büttnerstraße – Hauptbahnhof – Kröpcke – Aegidientorplatz – Bothmerstraße – Laatzen/Eichstraße/Bahnhof – Laatzen – Rethen/Nord – Rethen/Bahnhof – Sarstedt |